# Jaroslav Bobek
Jaroslav Bobek (ur. 1 marca 1928) – czechosłowacki kierowca rajdowy i wyścigowy.

## Biografia
Był fabrycznym kierowcą Škody, tworząc wspólnie z takimi kierowcami, jak Miroslav Fousek, Milan Žid, Josef Srnský i in. tak zwaną ekipę „towarnich jezdców". Trzykrotnie był rajdowym mistrzem Czechosłowacji (1962 – kl. 1150, 1963 – kl. B3/1300, 1966 – kl. B5/5000). W 1966 roku został mistrzem Czechosłowackiej Formuły 3. Wielokrotnie reprezentował również swój kraj w Pucharze Pokoju i Przyjaźni, a w 1974 roku został mistrzem serii. Uczestniczył także w serii ETCC.

## Wyniki
| Legenda oznaczeń w tabelach wyników Wyświetl szablon na nowej stronie | Legenda oznaczeń w tabelach wyników Wyświetl szablon na nowej stronie                                                                     |
| Oznaczenie                                                            | Wyjaśnienie |
| --------------------------------------------------------------------- | --- |
| Złoty                                                                 | Zwycięzca lub mistrzostwo |
| Srebrny                                                               | 2. miejsce lub wicemistrzostwo |
| Brązowy                                                               | 3. miejsce lub II wicemistrzostwo |
| Zielony                                                               | Ukończył, punktował (w klasyfikacji generalnej, gdy zdobył co najmniej jeden punkt na przestrzeni sezonu, poza trzema powyższymi opcjami) |
| Niebieski                                                             | Ukończył, nie punktował (w klasyfikacji generalnej, gdy nie zdobył co najmniej jednego punktu na przestrzeni sezonu)                      |
| Czerwony                                                              | Nie zakwalifikował się (NZ) |
| Czerwony                                                              | Nie prekwalifikował się (NPK) |
| Różowy                                                                | Nie ukończył (NU) |
| Różowy                                                                | Niesklasyfikowany (NS) (w klasyfikacji generalnej, gdy nie został sklasyfikowany w żadnym wyścigu sezonu)                                 |
| Czarny                                                                | Zdyskwalifikowany (DK) |
| Czarny                                                                | Wykluczony (WYK/EX) |
| Biały                                                                 | Nie wystartował (NW) |
| Biały                                                                 | Kontuzjowany (K/INJ) |
| Biały                                                                 | Wyścig odwołany (OD/C) |
| Bez koloru                                                            | Został wycofany (WYC/WD) |
| Bez koloru                                                            | Nie przybył (NP/DNA) |
| Bez koloru                                                            | Nie brał udziału w treningach (NT/DNP) |
| Bez koloru                                                            | Nie został zgłoszony (–) |
| Pogrubienie                                                           | Start z pole position |
| Kursywa                                                               | Najszybsze okrążenie wyścigu |
| †                                                                     | Nie ukończył, ale jego rezultat został zaliczony ze względu na przejechanie więcej niż 90% dystansu wyścigu.                              |
| *                                                                     | Sezon w trakcie |
| 1/2/3                                                                 | Punktowana pozycja w sprincie kwalifikacyjnym                                                                                             |
| Lista systemów punktacji Formuły 1                                    | |

### European Touring Car Championship
| Rok  | Zespół     | Samochód    | Wyniki w poszczególnych eliminacjach | Wyniki w poszczególnych eliminacjach | Wyniki w poszczególnych eliminacjach | Wyniki w poszczególnych eliminacjach | Wyniki w poszczególnych eliminacjach | Wyniki w poszczególnych eliminacjach | Wyniki w poszczególnych eliminacjach | Wyniki w poszczególnych eliminacjach | Wyniki w poszczególnych eliminacjach | Pkt. | Msc. |
| ---- | ---------- | ----------- | ------------------------------------ | ------------------------------------ | ------------------------------------ | ------------------------------------ | ------------------------------------ | ------------------------------------ | ------------------------------------ | ------------------------------------ | ------------------------------------ | ---- | ---- |
| 1970 |            |             | Włochy                               | Austria                              |                                      | Czechosłowacja                       | Wielka Brytania                      |                                      | Belgia                               | Holandia                             |                                      | 0    | NS   |
| 1970 | Auto Škoda | Škoda 100 L | -                                    | -                                    | -                                    | -                                    | -                                    | -                                    | -                                    | 10                                   | -                                    | 0    | NS   |
| 1971 |            |             | Włochy                               | Austria                              | Czechosłowacja                       |                                      | Belgia                               | Holandia                             | Francja                              |                                      |                                      | 0    | NS   |
| 1971 | AZNP Škoda | Škoda 110 L | -                                    | NU                                   | -                                    | -                                    | -                                    | -                                    | -                                    | -                                    |                                      | 0    | NS   |
| 1972 |            |             | Włochy                               | Austria                              | Czechosłowacja                       |                                      | Belgia                               | Holandia                             | Francja                              | Wielka Brytania                      |                                      | 0    | NS   |
| 1972 | AZNP Škoda | Škoda 120 S | -                                    | -                                    | -                                    | -                                    | -                                    | 16                                   | -                                    | -                                    | -                                    | 0    | NS   |

### Puchar Pokoju i Przyjaźni

#### Samochody wyścigowe
| Rok  | Samochód | Silnik | Wyniki w poszczególnych eliminacjach | Wyniki w poszczególnych eliminacjach | Wyniki w poszczególnych eliminacjach | Wyniki w poszczególnych eliminacjach | Pkt. | Msc. |
| ---- | -------- | ------ | ------------------------------------ | ------------------------------------ | ------------------------------------ | ------------------------------------ | ---- | ---- |
| 1967 |          |        |                                      |                                      | Czechosłowacja                       |                                      | ?    | ?    |
| 1967 | Škoda F3 | Škoda  | -                                    | 2                                    | -                                    | -                                    | ?    | ?    |
| 1968 |          |        |                                      | Czechosłowacja                       |                                      |                                      | ?    | ?    |
| 1968 | Škoda F3 | Škoda  | ?                                    | 3                                    | 2                                    |                                      | ?    | ?    |
| 1969 |          |        | Czechosłowacja                       |                                      |                                      |                                      | ?    | ?    |
| 1969 | Škoda F3 | Škoda  | 3                                    | NU                                   | 5                                    | 3                                    | ?    | ?    |
| 1972 |          |        | Czechosłowacja                       |                                      |                                      |                                      | 52   | 7    |
| 1972 | MTX 1107 | Škoda  | 4                                    | 13                                   | 1                                    |                                      | 52   | 7    |

#### Samochody turystyczne
| Rok  | Samochód     | Wyniki w poszczególnych eliminacjach | Wyniki w poszczególnych eliminacjach | Wyniki w poszczególnych eliminacjach | Wyniki w poszczególnych eliminacjach | Wyniki w poszczególnych eliminacjach | Pkt. | Msc. |
| ---- | ------------ | ------------------------------------ | ------------------------------------ | ------------------------------------ | ------------------------------------ | ------------------------------------ | ---- | ---- |
| 1973 |              | Czechosłowacja                       |                                      |                                      |                                      |                                      | ?    | 5    |
| 1973 | Škoda 120 S  | ?                                    | 3                                    | 2                                    | ?                                    |                                      | ?    | 5    |
| 1974 |              |                                      | Czechosłowacja                       |                                      |                                      |                                      | 150  | 1    |
| 1974 | Škoda 120 RS | 1                                    | 1                                    | 1                                    | 1                                    |                                      | 150  | 1    |
| 1976 |              |                                      |                                      | Czechosłowacja                       |                                      | Czechosłowacja                       | 46   | 22   |
| 1976 | Škoda 130 RS | 2                                    | -                                    | -                                    | -                                    | -                                    | 46   | 22   |

### Wschodnioniemiecka Formuła 3
| Rok  | Zespół              | Samochód | Silnik | Wyniki w poszczególnych eliminacjach | Wyniki w poszczególnych eliminacjach | Wyniki w poszczególnych eliminacjach | Wyniki w poszczególnych eliminacjach | Wyniki w poszczególnych eliminacjach | Wyniki w poszczególnych eliminacjach | Pkt. | Msc. |
| ---- | ------------------- | -------- | ------ | ------------------------------------ | ------------------------------------ | ------------------------------------ | ------------------------------------ | ------------------------------------ | ------------------------------------ | ---- | ---- |
| 1966 |                     |          |        |                                      |                                      |                                      |                                      |                                      |                                      | 0    | NS   |
| 1966 | AZNP Mláda Boleslav | Škoda F3 | Škoda  | -                                    | -                                    | -                                    | -                                    | 6                                    | -                                    | 0    | NS   |